# Épouse du prétendant bonapartiste au trône de France
Pour les articles homonymes, voir Trône (homonymie).

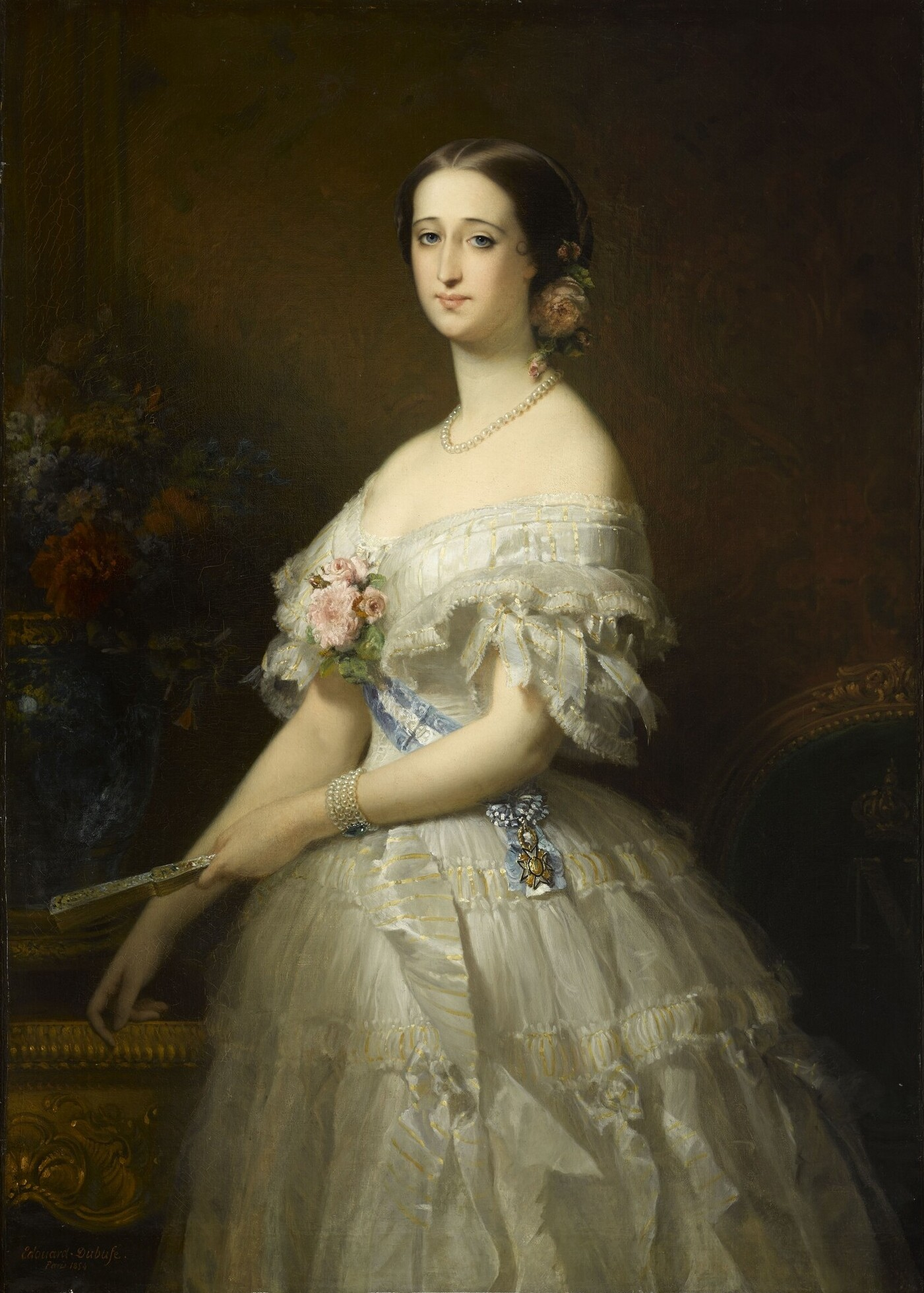
L'impératrice Eugénie, première épouse d'un prétendant à en avoir assumé les responsabilités.

La dénomination d’épouse du prétendant bonapartiste au trône de France désigne le conjoint du chef de la Maison impériale et prétendant à la Couronne impériale. Pour les bonapartistes dynastiques, ces femmes sont impératrices des Français de jure.

## Histoire de la distinction
Parmi les huit chefs de famille passés de la Maison impériale de France, trois exercèrent leurs responsabilités sans épouse à leurs côtés : Napoléon II et le Prince impérial demeurèrent tous deux sans alliance, et Louis Bonaparte, frère de Napoléon Ier, était quant à lui déjà veuf depuis sept ans au moment de son accession (il était de surcroît séparé depuis de nombreuses années de sa femme, la reine Hortense). Les autres chefs de famille eurent des épouses aux attitudes diverses.
L'impératrice Marie-Louise, l'épouse de l'empereur Napoléon Ier, n'accompagna pas son mari dans l'exil, que ce soit à l'île d'Elbe ou, après la défaite de Waterloo, à Sainte-Hélène, ne revendiquant pas son titre impérial déchu.
De même, le prince Joseph ne revendiqua pas la succession impériale durant ses douze ans (1832 - 1844) passés à la tête de la famille impériale. L'ex-reine d'Espagne Julie Clary, son épouse, ne revendiqua elle-même jamais les titres auxquels elle pouvait prétendre.

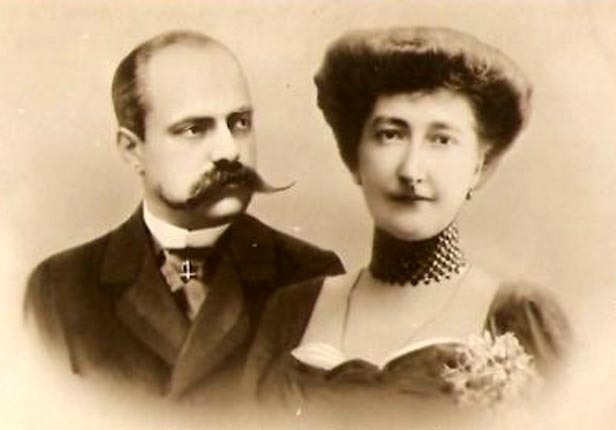
Le prince Victor et son épouse, la princesse Clémentine de Belgique.

Après la chute du Second Empire, l'impératrice Eugénie, mariée depuis 1853 à l'empereur Napoléon III, s'attacha à défendre la mémoire et les droits de la famille Bonaparte, à travers son époux jusqu'en 1873 mais surtout à travers son fils, le Prince impérial, jusque sa tragique disparition en 1879. Elle continua jusqu'à sa mort, en 1920, à exercer une autorité morale, soutenant par exemple le prince Victor Napoléon contre son père le prince Napoléon-Jérôme, dit Plon-Plon, durant la querelle dynastique qui les opposa.
À partir de 1891, avec la clôture définitive de la querelle entre Victor et son père, et surtout après le mariage de celui-là avec la princesse Clémentine de Belgique en 1910, la famille impériale retrouva une structure traditionnelle, avec une épouse du chef de famille investie dans ses missions. Contrairement à Marie-Louise d'Autriche et à Eugénie de Montijo, la princesse Clémentine ne pouvait utiliser le titre d'impératrice ; prenant le titre de son mari, elle devint Princesse Napoléon, titre qui, depuis lors, est l'appellation attachée à l'épouse du prétendant bonapartiste au trône de France.
La seconde princesse Napoléon est la princesse Alix de Foresta, épouse à partir de 1949 du prince Louis Napoléon, prétendant au trône de 1926 à 1997. Depuis la mort de ce dernier, c'est son petit-fils, Jean-Christophe Napoléon, qui exerce les responsabilités de chef de famille. Celui-ci épouse Olympia von Arco-Zinneberg le 17 octobre 2019, qui porte depuis le titre de princesse Napoléon.

## Liste des épouses des prétendants
| Prétendant                     |                                      | Epouse                                                          | Période                              | Maison                               | Armoiries                            |
| ------------------------------ | ------------------------------------ | --------------------------------------------------------------- | ------------------------------------ | ------------------------------------ | ------------------------------------ |
| Napoléon Ier                   | Marie-Louise d’Autriche              | Marie-Louise d’Autriche 1791 – 1847 Décédée à 56 ans            | 1814 – 1815                          | Maison de Habsbourg-Lorraine         |                                      |
| Napoléon Ier                   | Cent-Jours (1815)                    |                                                                 |                                      |                                      |                                      |
| Napoléon Ier                   | Marie-Louise d’Autriche              | Marie-Louise d’Autriche 1791 – 1847 Décédée à 56 ans            | 1815 – 1821                          | Maison de Habsbourg-Lorraine         |                                      |
| Napoléon II                    | Prétendant sans alliance (1821-1832) | Prétendant sans alliance (1821-1832)                            | Prétendant sans alliance (1821-1832) | Prétendant sans alliance (1821-1832) | Prétendant sans alliance (1821-1832) |
| Joseph                         | Julie Clary et ses enfants           | Julie Clary 1771 – 1845 Décédée à 73 ans                        | 1832 – 1844                          | Maison de Clary                      |                                      |
| Louis                          | Prétendant veuf (1844-1846)          | Prétendant veuf (1844-1846)                                     | Prétendant veuf (1844-1846)          | Prétendant veuf (1844-1846)          | Prétendant veuf (1844-1846)          |
| Napoléon III                   | Prétendant célibataire (1846-1852)   | Prétendant célibataire (1846-1852)                              | Prétendant célibataire (1846-1852)   | Prétendant célibataire (1846-1852)   | Prétendant célibataire (1846-1852)   |
| Napoléon III                   | Second Empire (1852 – 1870)          |                                                                 |                                      |                                      |                                      |
| Napoléon III                   | Eugénie de Montijo                   | Eugénie de Montijo 1826 – 1920 Décédée à 94 ans                 | 1870 – 1873                          | Maison de Portocarrero (es)          |                                      |
| « Napoléon IV »                | Prétendant sans alliance (1873-1879) | Prétendant sans alliance (1873-1879)                            | Prétendant sans alliance (1873-1879) | Prétendant sans alliance (1873-1879) | Prétendant sans alliance (1873-1879) |
| « Napoléon V » Jérôme Contesté | Marie-Clotilde de Savoie             | Marie-Clotilde de Savoie Contestée 1843 – 1911 Décédée à 68 ans | 1879 – 1891                          | Maison de Savoie                     |                                      |
| « Napoléon V » Victor          | Prétendant célibataire (1879-1910)   | Prétendant célibataire (1879-1910)                              | Prétendant célibataire (1879-1910)   | Prétendant célibataire (1879-1910)   | Prétendant célibataire (1879-1910)   |
| « Napoléon V » Victor          | Clémentine de Belgique               | Clémentine de Belgique 1872 – 1955 Décédée à 82 ans             | 1910 – 1926                          | Maison de Saxe-Cobourg               |                                      |
| « Napoléon VI »                | Prétendant célibataire (1926-1949)   | Prétendant célibataire (1926-1949)                              | Prétendant célibataire (1926-1949)   | Prétendant célibataire (1926-1949)   | Prétendant célibataire (1926-1949)   |
| « Napoléon VI »                | Alix de Foresta                      | Alix de Foresta 1926                                            | 1949 – 1997                          | Maison de Foresta                    |                                      |
| « Napoléon VII »               | Prétendant célibataire (1997-2019)   | Prétendant célibataire (1997-2019)                              | Prétendant célibataire (1997-2019)   | Prétendant célibataire (1997-2019)   | Prétendant célibataire (1997-2019)   |
| « Napoléon VII »               | Alix de Foresta                      | Olympia von Arco-Zinneberg 1988                                 | Depuis 2019                          | Maison d'Arco-Zinneberg (de)         |                                      |